# Rosa Mayreder
Rosa Mayreder, född Obermayer 30 november 1858 i Wien, död där 19 januari 1938, var en österrikisk fritänkare, författare, konstnär, musiker och feminist. Hon utmärkte sig inom den internationella kvinnorörelsen genom en skarp kritik mot manliga normer och tidens förtryckande sexualmoral. Hon hade en central roll i Wiens akademiska kretsar, och med sitt skarpa intellekt drog hon sig inte för att gå i polemik mot personer som Charles Darwin, Immanuel Kant, Friedrich Nietzsche och Arthur Schopenhauer. Hon var även aktiv som pacifist.
Hennes böcker har även översatts till svenska. 1905 kom Kvinnlighet, manlighet och mänsklighet (tyska: Zur Kritik der Weiblichkeit), 1923 Sexualitet och kultur (tyska: Geschlecht und Kultur).

## Biografi
Rosa Mayreder var dotter till restauratören  Franz Arnold Obermayer och dennas andra hustru Marie; familjen bodde i Wien. Hon hade 12 äldre syskon. Hennes far var konservativ men trodde på vikten att ge sina döttrar en formell utbildning. Därmed fick hon lära sig spela piano, franska och måleri.

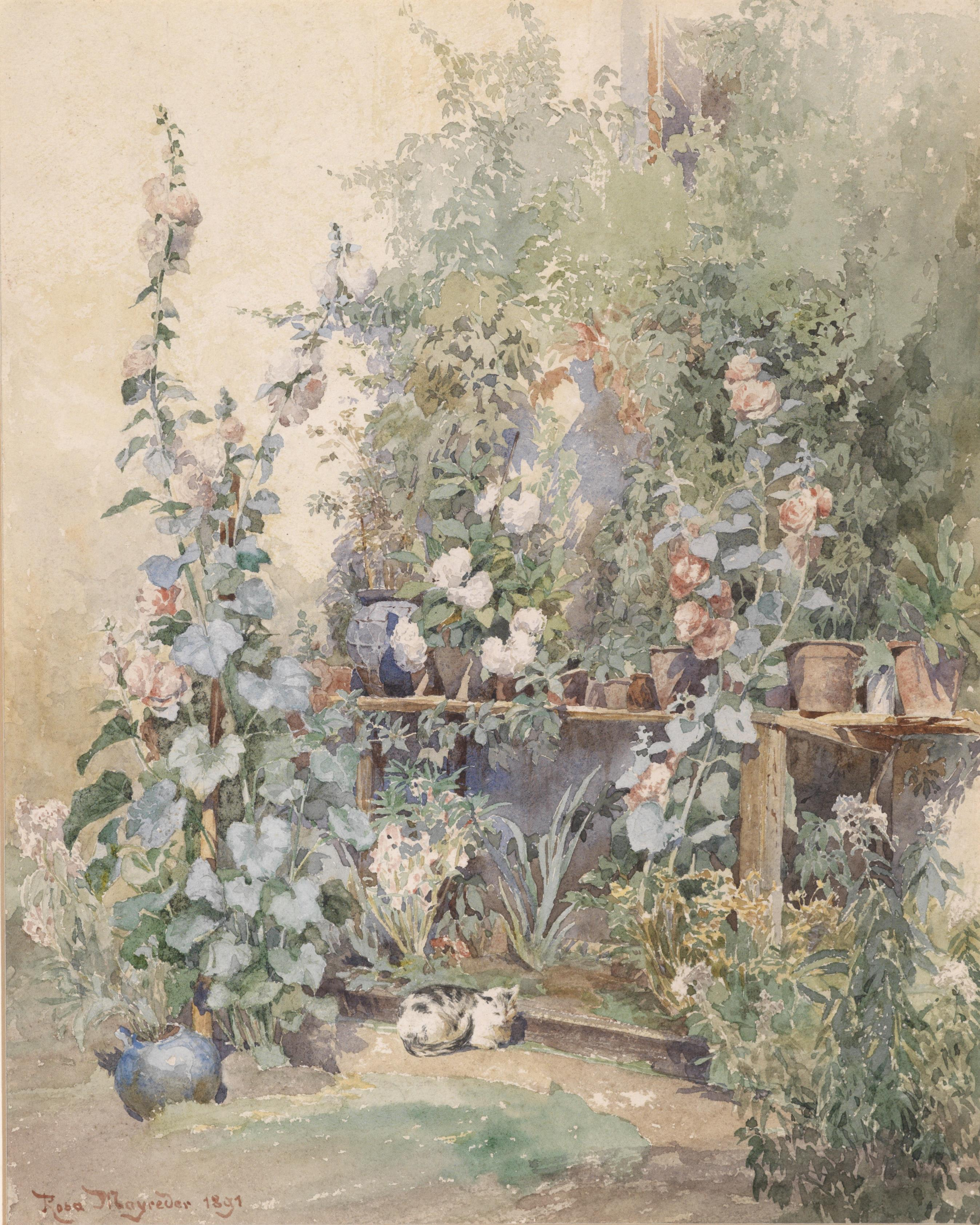
Gartenstillleben mit Kätzchen, 1891.

Tack vare sina studier blev Rosa Mayreder duktig i inte minst musik och måleri. Men hennes största intressen, inom litteratur och filosofi, fick hon lov att förkovra sig i på egen hand, via egen läsning och som autodidakt. Hon kom även att lära sig klassisk grekiska och latin, eftersom hennes far tillät henne att gå i samma klass som en av hennes bröder. Hennes litterära intresse ledde till att hon började författa en personlig dagbok, där hon kom att berätta om sitt liv från tidiga år och ända fram till sin bortgång.
Hon skrev dikter, romaner och filosofiska texter, där hon formulerade allt det som hon lärt sig och tankemässigt vidareutvecklat. Hon skrev även librettot till en opera. Ända från sina första texter började hon uttrycka ett motstånd mot det "fängelse" som den kvinnliga kroppen var instängd i på grund av den sociala kutymen:
Under sina studieår lärde hon känna arkitekten Karl Mayreder, och efter en fyra år lång relation gifte de sig 1881. Äktenskapet förblev dock barnlöst. Vid ett tillfälle fick hon missfall, något som förorsakade en depression som hon beskrivit i sina dagböcker.
På 1890-talet anslöt Rosa Mayreder sig till den radikala grenen av den feministiska rörelsen i staden. Hon började följa maximen: "Mot friheten och lyckan genom kunskapen". Hon blev del av umgängeskretsen av feministiska aktivister som omgav teosofen och kvinnorättsaktivisten Marie Lang och umgicks med folk som Rudolf Steiner, Hugo Wolf och Friedrich Eckstein. Med Hugo Wolf var hon närmare bekant, och det var med honom som hon författade operalibrettot till Der Corregidor.
Mayreder blev uppmärksammad för sitt måleri och 1891 ställdes hennes akvareller ut på Wiener Künstlerhaus. Två år senare grundade hon, tillsammans med Auguste Fickert, Marie Lang, Marianne Hainisch och andra, Förbundet för Österrikiska Kvinnoorganisationer, vars ordförande hon kom att fungera som fram till 1918. Hon publicerade två verk som kom att få stort genomslag i översättning till engelska: Zur Kritik der Weiblichkeit ('Om kritiken av kvinnligheten', översatt till svenska som Kvinnlighet, manlighet och mänsklighet) år 1905 och Geschlecht und Kultur (på svenska som Sexualitet och kultur) år 1923.
Under första världskriget var filosofen Mayreder aktiv inom det internationella kvinnoförbundet för fred och frihet.
1912 drabbades Karl Mayreder av en klinisk depression som kom att följa honom livet ut. Sjukdomen, som han sökte hjälp för att hantera hos ett antal specialister, kom att påverka äktenskapet med hustrun Rosa, som själv drabbades av dålig självbild och skuldkänslor över sin makes lidande. Karl Mayreder avled den 10 september 1935, hans hustru Rosa den 19 januari 1938.

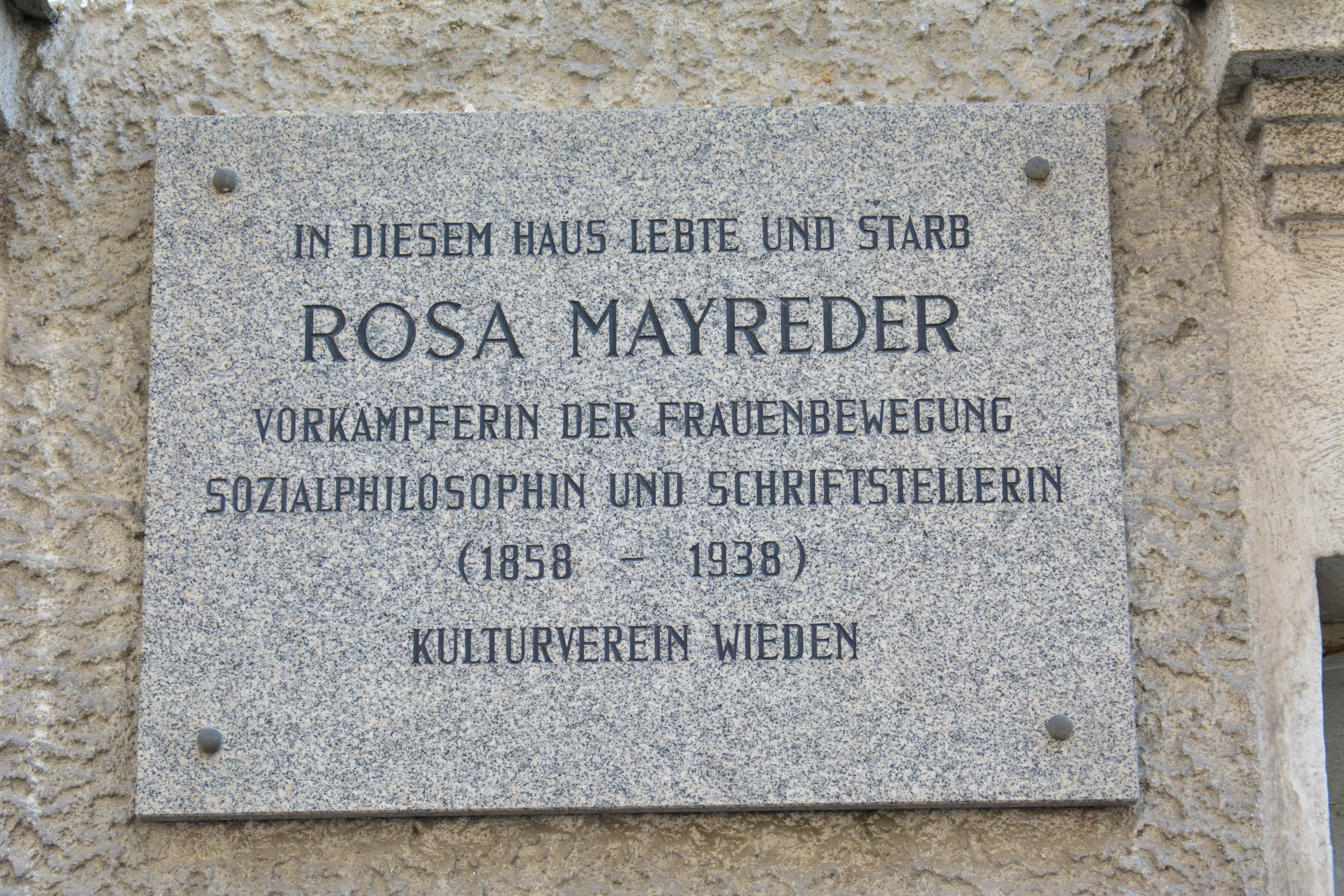
Minnesplatta över Rosa Mayreder i Wien.

## Tankar
För Rosa Mayreder var allt som betecknades som "feminint" eller "maskulint" bara kulturella normer som inte på allvar kunde göra anspråk på att representera vare sig kvinnan eller mannen. Personlighet och intellektuell utveckling är långt mycket mer än en fråga om kön. För Rosa Mayreder fanns det en "idealmänniska" som alla kunde försöka nå fram till – oavsett om man är kvinna eller man.
Mayreder var medveten om samtidens nya medicinska rön och försökte hålla sig à jour med utvecklingen. Hon visste att man letat i hjärnan efter den faktor som ska kunna avgöra skillnaden mellan könen, och att man har trott sig hitta en spår av den. Men under Mayreders samtid såg hon det som uppenbart att den mänskliga hjärnan ditintills bara kunnat visa upp de olika individuella skillnaderna, och inte skillnaderna mellan könen.
Rosa Mayreder återkom till detta ämne när Otto Weininger 1903 publicerade Geschlecht und Charakter. I detta verk hävdade Weiniger att "även den mest lågt stående man står skyhögt över en högt stående kvinna". Weiningers tvärsäkerhet ledde till att Mayreder anklagade honom för könsdiskriminerande beteende.
Hon fokuserade sitt arbete på kampen för jämställdhet och hon ägnade stora delar av sitt liv åt feminismen och kampen för kvinnors rättigheter. I sina verk försökte hon uppmuntra människor att följa sin egen personlighet utan tanke på rådande könsroller. Det varierade ämnesvalet i hennes texter visar också på hur hon utvecklade sina idéer och ideal över mänskligt beteende.
Hennes böcker antog i regel formen av litterära essäer mer än regelrätta vetenskapliga studier. Om Geschlecht und Kultur sa hon: "I en människas handlingar ser man verkligen personen bakom. Man ser hur hon tänker och talar om sig själv, något som endast står klart och tydligt om man har en tillräcklig förståelse av det primära varandet och den primära självkännedomen. […] För individen är harmonin mellan livets inre och yttre i proportion till förhållandet mellan personens självreflekterande sida och hennes verkliga jag.

### Essäer
- Zur Kritik der Weiblichkeit. Essäer. Diederichs, Jena 1905/1907/1922
  - Zur Kritik der Weiblichkeit. Essäer. Mandelbaum, Wien 1998; nyutgåva med efterord av Eva Gerber
  - Kvinnlighet, manlighet och mänsklighet, 1905 (svenska)
- Der typische Verlauf sozialer Bewegungen. Vortrag, gehalten am 9. Mai 1917 in der Soziologischen Gesellschaft zu Wien. Anzengruber, Wien 1917; nyutgåva: Braumüller, Wien 1926
- Die Frau und der Internationalismus. Frisch, Wien 1921
- Geschlecht und Kultur. Essäer. Diederichs, Jena 1923 nyutgåva redigerad av Eva Geber. Mandelbaum/AUF-edition, Wien 1998
  - Sexualitet och kultur, 1923 (svenska)
- Askese und Erotik. Essäer. Diederichs, Jena 1926; nyutgåva (Ideen der Liebe, Krise der Ehe) redigerad av Tatjana Popović. Verlag am Goetheanum, Dornach 2001
- Ideen der Liebe. Diederichs, Jena 1927
- Mensch und Menschlichkeit. Braumüller, Wien 1928
- Die Krise der Ehe. Diederichs, Jena 1929
- Der letzte Gott. Cottasche Buchhandlung, Stuttgart 1932; nyutgåva redigerad av Tatjana Popović, med förord av Hermann Böhm. Böhlau, Wien 2008
- Die Krise der Väterlichkeit. Utdrag ur Rosa Mayreders skrifter, redigerad av Käthe Braun-Prager. Stiasny, 1963
- Zur Kritik der Weiblichkeit. Urval av essäer, redigerat av Hanna Schnedl-(Bubenicek). Frauenoffensive, München 1982; utökad nyutgåva redigerad av Eva Geber. Mandelbaum/AUF-edition, Wien, 1998; nyutgåva redigerad av Eva Geber. Mandelbaum, Wien, 2018, ISBN 978-3-85476-559-2.
- Rosa Mayreder oder Wider die Tyrannei der Norm. Utdrag redigerat av Hanna (Schnedl)-Bubenicek. Böhlau, Wien 1986

### Fiktion
- Aus meiner Jugend (3 noveller). Pierson, Dresden 1896; andra upplagan: Heller, Wien 1908; nytryck av novellen "Sonderlinge": Hillger, Berlin 1921
- Übergänge. Noveller. Pierson, Dresden 1897; anda upplaga: Heller, Wien 1908
- Idole. Geschichte einer Liebe. S. Fischer, Berlin 1899
- Pipin. Ein Sommererlebnis. Seemann, Leipzig 1903; andra upplaga: Heller, Wien 1908
- Fabeleien über göttliche und menschliche Dinge. Anzengruber, Wien 1921; nyutgåva på Mayreders 155:e födelsedan, redigerad med tillägg av samtidsdokument, med kommentarer och förklaringar av Simone Stefanie Klein. edition libica, Wien 2013, ISBN 978-3-9503701-0-2.
- Traugott Wendelin (nyutgåva av Sonderlinge). Novell av Rosa Mayreder, redigerad av Tatjana M. Popović, Norderstedt/Tyskland, juni/augusti 2015

### Libretton
- Der Corregidor. Operamusik (1895/96): Hugo Wolf. UA 1896. – Nyutgåva (1896/97). UA 1898

### Teaterpjäser
- Anda Renata. Mysterium i två delar ("tolv bilder"). Krey, Wien 1932
- Diana und Herodias. Ett mytologiskt spel. Privattryck 1937

### Aforismer och dikter
- Gaben des Erlebens. Aforismer, Darmstädter Verlag 1935
- Aschmedais Sonette an den Menschen. Privattryck 1937; nyutgåva på Mayreders 160:e födelsedag, med illustrationer och en filosofisk essä av Simone Stefanie Klein. edition libica, Wien 2018, ISBN 978-3-903137-21-9.

### Memoarer, dagböcker och brev
- Briefe an Rosa Mayreder von Hugo Wolf. Efterord av Rosa Mayreder. Rikola Verlag 1921
- Das Haus in der Landskrongasse. Ungdomsminnen redigerade av Käthe Braun-Prager. Mensa, Wien 1948; nyutgåva redigerad av Eva Geber. Mandelbaum/AUF-Edition, 1998
- Tagebücher 1873–1937. Redigerade av Harriet Anderson, Insel, Frankfurt 1988
- Mein Pantheon. Memoarer, redigerade av Susanne Kerkovius, Dornach 1988
- Meine theuren, fernen Freundinnen. Brev till Ellen Kleman och Klara Johanson, redigerade av Karin Bang. Text & Kontext, Köpenhamn 2004